# Future Weather
Future Weather är en EP från 2010 av indierockbandet The War on Drugs och gavs ut av skivbolaget Secretly Canadian. Låtarna skrevs av Adam Granduciel. Detta var The War on Drugs andra EP och tredje utgivna skiva.

## Låtlista
1. Come to the City #14 – (0:54)
2. Baby Missiles – (3:29)
3. Comin' Through – (3:22)
4. A Pile of Tires – (3:51)
5. Comin' Around – (0:56)
6. Brothers – (5:13)
7. Missiles Reprise – (2:19)
8. The History of Plastic – (8:04)

Källa: 

## Medverkande
- Adam Granduciel – sång, munspel, akustiska- och elektriska gitarrer och synthesizer.
- David Hartley – elbas, autoharpa och Fender Stratocaster.
- Mike Zanghi – trummor, slagverk, Roland MC-202 och klockor.

### Fotnoter
1. 1 2  ”The War on Drugs | Future Weather”. SecretlyCanadian.com. Arkiverad från originalet den 15 mars 2015. https://web.archive.org/web/20150315171754/http://secretlycanadian.com/onesheet.php?cat=SC227. Läst 7 mars 2015.